# マイケル・デルイーズ
マイケル・デルイーズ（Michael DeLuise、1969年8月4日 - ）は、アメリカ合衆国の俳優。

## 出演作品
- バレエ・ガールズ　～パラダイスへようこそ～
- サークル
- その男は、静かな隣人
- ギルモア・ガールズ 第7シーズン（TJ）
- ギルモア・ガールズ 第6シーズン（TJ）
- ＣＳＩ：ニューヨーク2
- エイリアン・シューター
- ギルモア・ガールズ 第5シーズン（TJ）
- ラスベガス シーズン2
- ＣＳＩ：ニューヨーク
- ＬＯＳＴ シーズン1
- ギルモア・ガールズ 第4シーズン（TJ）
- NYPD BLUE　～ニューヨーク市警15分署 シーズン7
- 予感する男
- ブルックリン７４分署（フィル・ルサコフ巡査）
- NYPD BLUE　～ニューヨーク市警15分署 シーズン4
- NYPD BLUE　～ニューヨーク市警15分署 シーズン3
- NYPD BLUE　～ニューヨーク市警15分署 シーズン2
- シークエスト２／新造シークエスト完成
- NYPD BLUE　～ニューヨーク市警15分署 シーズン1
- 顔のない天使（ダグラス・ホール）
- 原始のマン
- ライダー・コップ

## 監督作品
- タニア・ロバーツの 僕のワイフはレンタル中